# Zona Centro (LMB)
La Zona Centro fue una de las divisiones de equipos de la Liga Mexicana de Béisbol. Existió junto a la Zona Norte y Zona Sur entre las temporadas de 1996 hasta la de 2001, en las cuales los 16 equipos de la liga eran divididos en 3 zonas. Durante los años de existencia, la Zona Centro siempre contó con 5 equipos, los cuales se ubicaban geográficamente más cerca del centro del país.
Mientras estuvo vigente este sistema de 3 zonas, de los 8 equipos que disputaban la postemporada, los 2 primeros lugares de cada zona clasificaban automáticamente y los 2 equipos faltantes clasificaban de acuerdo al porcentaje sin importar de que zona eran.

## Temporadas
A continuación se muestran los integrantes de la Zona Centro en cada temporada, así como los clasificados a la postemporada, el líder en temporada regular (en cursiva) y al campeón (en negritas) y su resultado en la serie final:
| 1996. Equipos: - Diablos Rojos del México - Guerreros de Oaxaca - Petroleros de Poza Rica - Rieleros de Aguascalientes - Tigres Capitalinos Clasificados: Aguascalientes, México, Poza Rica y Tigres. Resultado: Subcampeón (1-4). |  | 1997. Equipos: - Diablos Rojos del México - Guerreros de Oaxaca - Petroleros de Poza Rica - Rieleros de Aguascalientes - Tigres Capitalinos Clasificados: México, Poza Rica y Tigres. Resultado: Campeón (4-1). |

| 1998. Equipos: - Cafeteros de Córdoba - Diablos Rojos del México - Guerreros de Oaxaca - Rieleros de Aguascalientes - Tigres Capitalinos Clasificados: México, Oaxaca y Tigres. Resultado: Campeón (4-0). |  | 1999. Equipos: - Cafeteros de Córdoba - Diablos Rojos del México - Guerreros de Oaxaca - Rieleros de Aguascalientes - Tigres Capitalinos Clasificados: México y Tigres. Resultado: Campeón (4-2). |

| 2000. Equipos: - Cafeteros de Córdoba - Diablos Rojos del México - Guerreros de Oaxaca - Pericos de Puebla - Tigres Capitalinos Clasificados: México, Oaxaca y Tigres. Resultado: Campeón (4-1). |  | 2001. Equipos: - Cafeteros de Córdoba - Diablos Rojos del México - Guerreros de Oaxaca - Pericos de Puebla - Tigres Capitalinos Clasificados: México y Tigres. Resultado: Campeón (4-2). |

- Datos: Q6171515